# Jos Budie
Jos Budie (Hilversum, 3 januari 1955) is een Nederlands regisseur.

## Biografie

### Jeugd
Budie groeide op in Hilversum in een groot gezin. Zijn vader Jo Budie (1917-1991) was muzikant en orkestleider bij diverse omroeporkesten. Andere leden uit het gezin zijn ook bij diverse media terechtgekomen.

### Loopbaan
Op 10-jarige leeftijd maakte Jos Budie zijn eerste korte film over een brand in een kerk in Kortenhoef. Negen jaar later was hij voor een half jaar werkzaam als kabelassistent. Op de middelbare school produceerde en regisseerde hij de uitvoering van het toneelstuk Les Jeux sont faits van Sartre die volledig door de leerlingen zelf was opgezet. Hij meldde zich na de middelbare school aan bij de Nederlandse Film en Televisie Academie. Na zijn opleiding ging hij in 1982 aan de slag bij de NOS als video-editor.
Budie was tot 2005 in dienst van Endemol. Sindsdien is hij werkzaam als freelance regisseur. Hij regisseert grote  live-evenementen zoals het afscheid van André Hazes in de Amsterdam ArenA en Domino Day.
Sinds 2015 is Jos tevens voorzitter van de Stichting Media Diamant. De Media Diamant is een onderscheiding die bedoeld en bestemd is voor medewerkers achter de schermen van televisie, radio of internet, die in hun vak uitblinken op Talent, Inzet, Passie en Vakmanschap. 
Samen met dezelfde oud-leerlingen van de middelbare school organiseerde en regisseerde hij 48 jaar later in 2022 de opvoering van hetzelfde stuk van Sartre in dezelfde gymzaal van het ATC college in Hilversum.

## Programma's (selectie)
- Het afscheid van André Hazes (2004)
- Big Brother (1999-2006)
- Domino Day (1998-2009)
- Edison Gala
- Gouden Televizier-Ring Gala
- Nationaal Songfestival
- Koffietijd
- Staatsloterijshow (1990-2006)
- Doet-ie-t-of-doet-ie-t-niet
- Tineke-ontbijtshow 1987
- Tineke middagshow 1988-1990
- Countdown
- Nederland Muziekland
- Run the Gauntlet
- Veronica Spot
- Veronica Motorsportgala Ahoy
- Veronica Wielergala Ahoy
- Veronica Ijsgala

- Una Voce Particolare
- Lee Towers in Ahoy
- René Froger in Ahoy
- Frans Bauer in Gelredome
- Afscheidsconcert BZN in Ahoy
- De Nieuwe Uri Geller
- Interlandwedstrijden Nederlands voetbalelftal
- All You Need Is Love
- Love Letters
- 100.000 DM Show Rtl
- Unicef Gala
- De herdenking van de cafébrand in Volendam
- Lotto Weekend Miljonairs
- Operation Triumpfo (Belgrado)
- Kinderen voor Kinderen in Concert 2009-2020
- X Factor liveshows
- Let's Dance
- Holland's Got Talent
- Holland's Next Millionaire
- The Voice Kids (2012)
- Opium
- BZN Specials

Maleisië 1988
Spanje 1989
Kenia 1990
Volendam 1991
Langs de Rijn 1992
Zuid Afrika 1993
- Red Bull Strandcace
- 9e Symphonie van Beethoven door Tijl Beckand